# Enrique Villarrutia
Enrique Villarrutia (né le 24 avril 1985 à Cuba) est un footballeur international cubain, qui évolue au poste de milieu de terrain.

## Biographie

### Carrière en sélection
Avec l'équipe de Cuba, il joue 12 matchs (pour un but inscrit) entre 2005 et 2008. 
Il figure notamment dans le groupe des sélectionnés lors des Gold Cup de 2005 et de 2007.